# Karelska näset
För andra betydelser, se Karelen (olika betydelser).

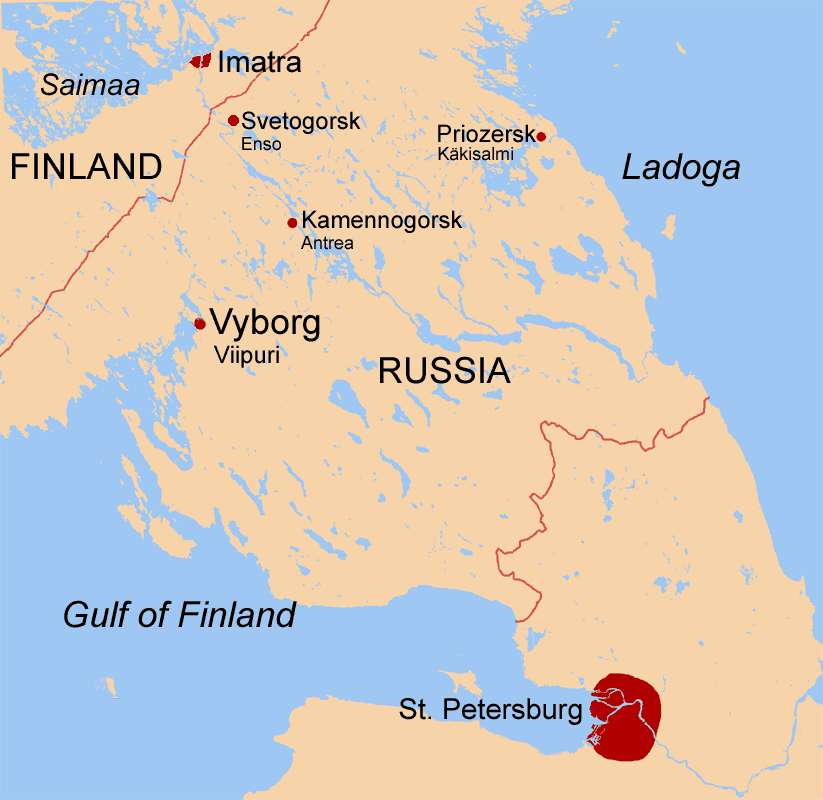
Karelska näset.

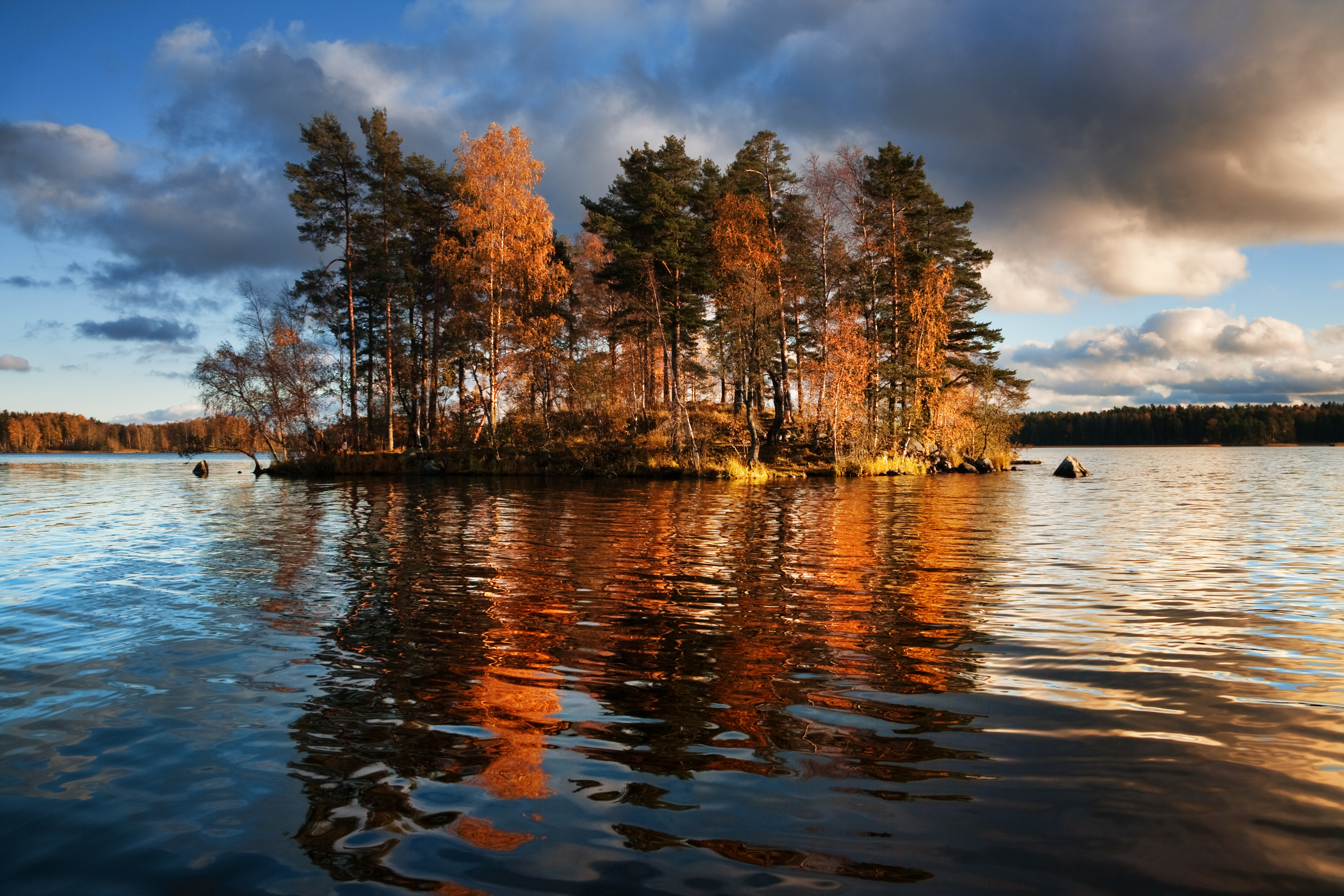
Vuoksa-sjön nära Kexholm.

Karelska näset (ryska: Карельский перешеек, Karelskij peresjejek; finska: Karjalankannas) är landområdet mellan sjön Ladoga och Finska viken. Viktigaste staden är Viborg, som ligger längst in i en skyddad vik av Finska viken, i den västra delen av näset. Området tillhör Ryssland. På södra sidan ligger Sankt Petersburg, vars norra del räknas till näset.
Området var historiskt en del av Sverige, men var del av Ryssland mellan 1721/1743 och 1812. 1812 återförenades området med resten av Finland. Men Finland tvingades avträda det i fredsförhandlingarna med Sovjetunionen (vinterkriget och fortsättningskriget). Cirka 406 000 finländare evakuerades till övriga Finland, så kallad förflyttad befolkning.
Karelska näset faller idag inom det ryska länet Leningrad oblast och de båda distrikten (rajon) Kexholm (Priozersk) och Viborg. Den förra har 63 157 invånare på 3 597,5 km2 och den senare har 205 718 invånare (varav 80 896 i staden Viborg) på 7 431,2 km2 (år 2013), alltså tillsammans 268 875 invånare på 11 028,7 km2.[källa behövs]

## Fotnoter
1. ↑   Nationalencyklopedin. Bd  10. Höganäs: Bra böcker. 1993. sid. 436, Karelska näset. ISBN 91-7024-619-X